# Rillo
Rillo (aragónul Riello) település Spanyolországban, Teruel tartományban. Rillo Lidón, Pancrudo, Utrillas, Escucha, Mezquita de Jarque, Cañada Vellida, Fuentes Calientes, Perales del Alfambra és Visiedo községekkel határos. Lakosainak száma 98 fő (2024).

## Népesség
A település népessége az utóbbi években az alábbiak szerint változott:
| Lakosok száma | 138  | 125  | 106  | 100  | 111  | 106  | 92   | 88   | 86   | 98   |
|               | 2001 | 2004 | 2007 | 2009 | 2012 | 2014 | 2017 | 2019 | 2022 | 2024 |